# Ryszard Kiersnowski (pisarz)
Ryszard Kiersnowski (ur. 6 grudnia 1912 w Aleksandrowie k. Baranowicz, zm. 14 października 1977 w Londynie) – polski poeta, pisarz, satyryk, dziennikarz, dramaturg. 
Absolwent studiów polonistycznych i teatralnch w Warszawie. Autor tomików poezji, zbiorów reportaży, słuchowisk radiowych, humoresek, powieści, opowiadań i sztuk teatralnych (debiutował na warszawskich scenach teatralnych w 1933 sztuką Panowie w nowych kapeluszach napisaną wraz z Wacławem Żdżarskim). Współpracował z wydawnictwami polskimi w USA, Kanadzie i Anglii, jego twórczość nie była jednak wydawana ani publikowana w PRL, a jego nazwisko objęte było cenzorskim zakazem. Publikował i wydawał również pod pseudonimem Ryszard Pobóg. Losy wojny wyrzuciły go z Polski, przez Syberię, do Japonii, a stamtąd do Kanady, gdzie wstąpił do tworzonego tam Wojska Polskiego. Wziął udział w inwazji aliantów w Normandii jako korespondent wojenny 1 Dywizji Pancernej przemierzył szlak bojowy od Francji, przez Belgię, Holandię, do Niemiec. Po wojnie pracował m.in. w radiu BBC. Przez cały ten okres nieprzerwanie tworzył.
Podpisał list pisarzy polskich na Obczyźnie, solidaryzujących się z sygnatariuszami protestu przeciwko zmianom w Konstytucji Polskiej Rzeczypospolitej Ludowej (List 59).
18 listopada 1975 został odznaczony przez władze RP na uchodźstwie Krzyżem Oficerskim Orderu Odrodzenia Polski.

## Twórczość
- Żołnierskie strofy, Windsor 1941
- Zjazd w Nowogródku, Glasgow 1944
- Podróż sentymentalna, Londyn 1946
- Popiół lat, Londyn 1960
- Młodość sercem pisana, Londyn 1963
- Reportaż spod ciemnej gwiazdy, Londyn 1967
- Walenty Pompka na wojnie – żartobliwy komiks "bez dymków" z rysunkami Mariana Walentynowicza (twórcy rysunkowego wizerunku Koziołka Matołka). Publikowany w krótkotrwałym tygodniku dla młodzieży "Przygoda" (Warszawa, 1957-58).

Większość słuchowisk radiowych i reportaży wojennych nigdy nie została wydana w formie książkowej.